# 노르만인의 잉글랜드 정복

1066년 잉글랜드에서 일어난 주요 사건들

노르만인의 잉글랜드 정복(Norman conquest of England)은 11세기에 노르망디 공작 윌리엄 1세, 일명 정복왕 윌리엄이 이끄는 노르만인, 브르타뉴인이 앵글로색슨 잉글랜드를 침공하여 정복한 사건이다.
윌리엄은 자식 없이 죽은 잉글랜드의 에드워드 참회왕과 자신의 친척 관계를 근거로 들며 잉글랜드 왕위를 주장했다. 참회왕은 1066년 죽었으며 그의 매제 고드윈의 아들 해럴드가 왕위를 계승했다. 1066년 9월, 노르웨이 국왕 하랄드 하르드라디가 잉글랜드 북부에 상륙, 풀퍼드 전투에서 잉글랜드군에게 승리를 거두었다. 그러나 해럴드는 9월 25일 스탬퍼드브리지 전투에서 하르드라디를 꺾었고 하르드라디는 이 전투에서 사망했다. 그로부터 며칠 되지 않아 윌리엄이 잉글랜드 남부에 상륙했고, 해럴드는 병력 상당수를 북부에 남겨둔 채 윌리엄과 대적하기 위해 남하했다. 해럴드의 수비군은 윌리엄의 침략군과 10월 14일 헤이스팅스 전투에서 격돌했고, 그 결과 윌리엄이 승리하고 해럴드는 사망했다.
윌리엄의 주요 경쟁자들인 해럴드와 하르드라디가 사라졌지만 이후 몇 년에 걸쳐 잉글랜드에서는 노르만 침략자들에 저항하는 반란이 잇따랐고, 윌리엄은 1072년 이후에야 왕위를 확실히 확보할 수 있었다. 계속 저항하던 앵글로색슨인 귀족들의 영지는 몰수되었다. 일부 귀족들은 외국으로 망명했다. 윌리엄은 새로이 차지한 왕국을 다스리기 위해 자신을 따라온 기사들에게 잉글랜드 각지에 성을 쌓고 군사 거점을 지휘하도록 했다. 노르만 정복의 결과 상당한 변동이 있었다. 우선 권력층 언어로 노르만어가 사용되게 되었고, 윌리엄이 영토를 분봉함에 따라 지배계층의 구성도 변화했다. 한편 농촌 지역에서는 이때를 전후하여 잉글랜드 역사상 최초로 노예제가 공식적으로 폐지되었는데, 이것이 노르만인의 정복과 관련이 있는지 여부는 불확실하다. 정부 구조는 앵글로색슨 잉글랜드 시절에 비해 달라진 것이 거의 대부분 없었고, 새로운 노르만인 지배자들은 앵글로색슨인들의 행정구조 거의 대부분을 그대로 사용했다.